# Bell (Renania-Palatinado)
Bell  es un municipio situado en el distrito de Rin-Hunsrück, en el estado federado de Renania-Palatinado (Alemania). Su población estimada a finales de 2016 era de 1450 habitantes.
Se encuentra ubicado en el centro del estado, entre los ríos: Mosela al norte, Nahe al sur, y Rin al este.
El alcalde de Bell es Manfred Kochems. Fue elegido en mayo de 2019.